# Simoting Corona
Simoting Corona est une corona, formation géologique en forme de couronne, située sur la planète Vénus par 41,2° N et 21,5° E. Elle est localisée dans le quadrangle de Bereghinya Planitia. Elle a été nommée en référence à Simoting, Ancêtre de tous les peuples, selon les Naga (peuple Tibétain du nord-est de l'Inde). 

## Géographie et géologie
Simoting Corona couvre une surface circulaire d'environ 270 km de diamètre. 